# 트라키스 여인들
트라키스의 여인들(고대 그리스어: Τραχίνιαι, Trachiniai 또는 The Trachiniae)은 기원전 5세기에 소포클레스가 쓴 고대 아테네 비극이다.

## 내용
헤라클레스의 최후를 그린 희곡이다. 헤라클레스의 아내 데이아네이라가 기다리는 트라키스의 저택에 헤라클레스에 의해 멸망된 오이칼리아 여인들이 포로로 끌려가게 된다. 한 남자가 데이아네이라에게 사건의 진상(헤라클레스가 오이카리아 왕의 딸 이올레를 사랑하고 그녀를 손에 넣기 위해 오이카리아를 멸망시켜 그녀를 집에 살게 하기 위하여 포로로 잡아왔다)을 폭로하였고, 전령인 리카스도 그것을 인정한다. 사태를 근심하게 된 데이아네이라는 바람을 피우지 않게 만든다는 약으로 소개받은 네소스의 피를 떠올렸다. 그것을 나들이 옷 안쪽에 발라 헤라클레스에게 입혔지만, ‘네소스의 피’는 실제로는 ‘히드라’의 맹독이었으며, 케나이온 곶에서 전승 축하 연회를 위해 나들이 옷을 입은 헤라클레스는 극도의 고통을 느끼며 쓰러진다. 전후 사정을 아들 힐로스에게 듣게 된 데이아네이라는 자살을 하게 된다. 헤라클레스는 휴로스에게 자신 대신 이올레와 결혼하라는 유언을 남기고 죽게 된다.
제목인 트라키스의 여인들은 무대가 되는 헤라클레스의 저택에 사는 트라키스의 여자들이며, 무대에서는 코러스 (합창단)의 역할을 한다.
상연 연대는 알려져 있지 않지만, 《아이아스》, 《안티고네》와 함께 초기의 작품이라고 생각된다.

## 등장 인물
- 데이아네이라 - 헤라클레스의 아내
- 유모
- 힐로스 - 헤라클레스와 데이아네이라의 아들
- 코러스 - 트라키스의 소녀들
- 사자
- 리카스 - 헤라클레스의 전령
- 헤라클레스 - 그리스 신화에 나오는 영웅
- 노인

## 참고 문헌
- 소포클레스, 천병희 역, 『소포클레스 비극 전집』293~348쪽, 도서출판 숲, 2008.